# プーマ軽装甲車
プーマ（Puma）は、イタリアの軽装甲車（装輪装甲車）である。4x4と6x6の車両が存在する。

## 概要

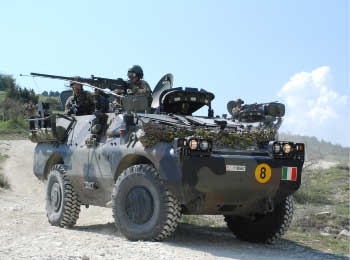
プーマ4x4輪仕様

1980年代にイタリア陸軍は、高速機動部隊用の装輪装甲車両の開発計画を進めた。同時に開発されていた8x8のチェンタウロ戦闘偵察車が火力支援を主任務とするのに対し、4x4のプーマは、兵員輸送や偵察、パトロールなどの任務にも使用できる汎用小型装輪式装甲車として開発された。
開発を担当したのはイタリアの商業車両メーカーイヴェコ社であった。1988年に最初の試作車が完成し、1999年末に580両のプーマ装甲車をイヴェコ社に発注し、2003年中頃から引き渡しが開始されている。
車体を延長した6x6のプーマ装甲車は1990年より開発された。

## 採用国
- イタリア
- リビア
- アルゼンチン
- ジブチ